# Плинтовець
Плинтовець (словен. Plintovec) — поселення в общині Кунгота, Подравський регіон‎, Словенія.